# 格里爾山
格里爾山（英語：Mount Grier）是南極洲的山峰，位於瑪麗伯德地，處於斯科特冰川東面，海拔高度3,035米，在1934年12月由美國探險隊發現，現時由南極條約體系管理。